# Victor Thibault
Victor Thibault (ur. 8 marca 1867 w Paryżu, zm. 3 maja 1941 w Saillans) – francuski łucznik, medalista olimpijski.
Thibault wystartował na Letnich Igrzyskach Olimpijskich 1900 w Paryżu. Został dwukrotnym wicemistrzem olimpijskim, zdobywając srebro w au chapelet i au cordon doré. W obu konkurencjach pokonał go wyłącznie Hubert Van Innis.